# Hinterkaifeck

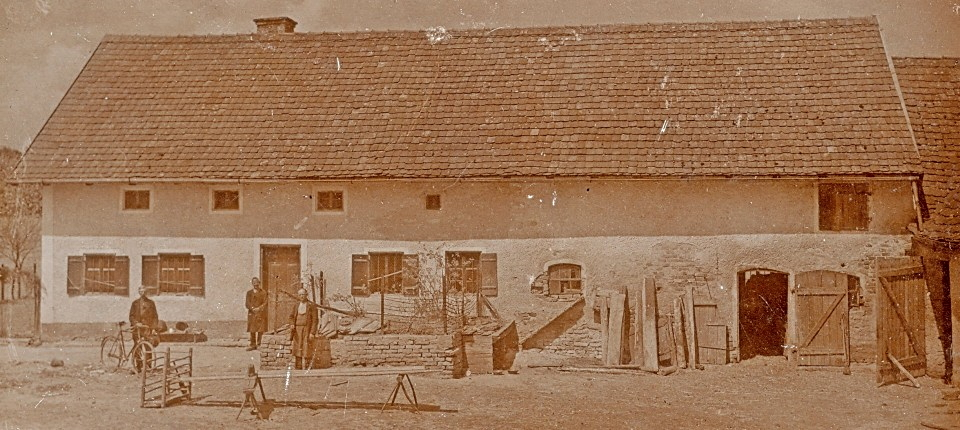
Hinterkaifeck

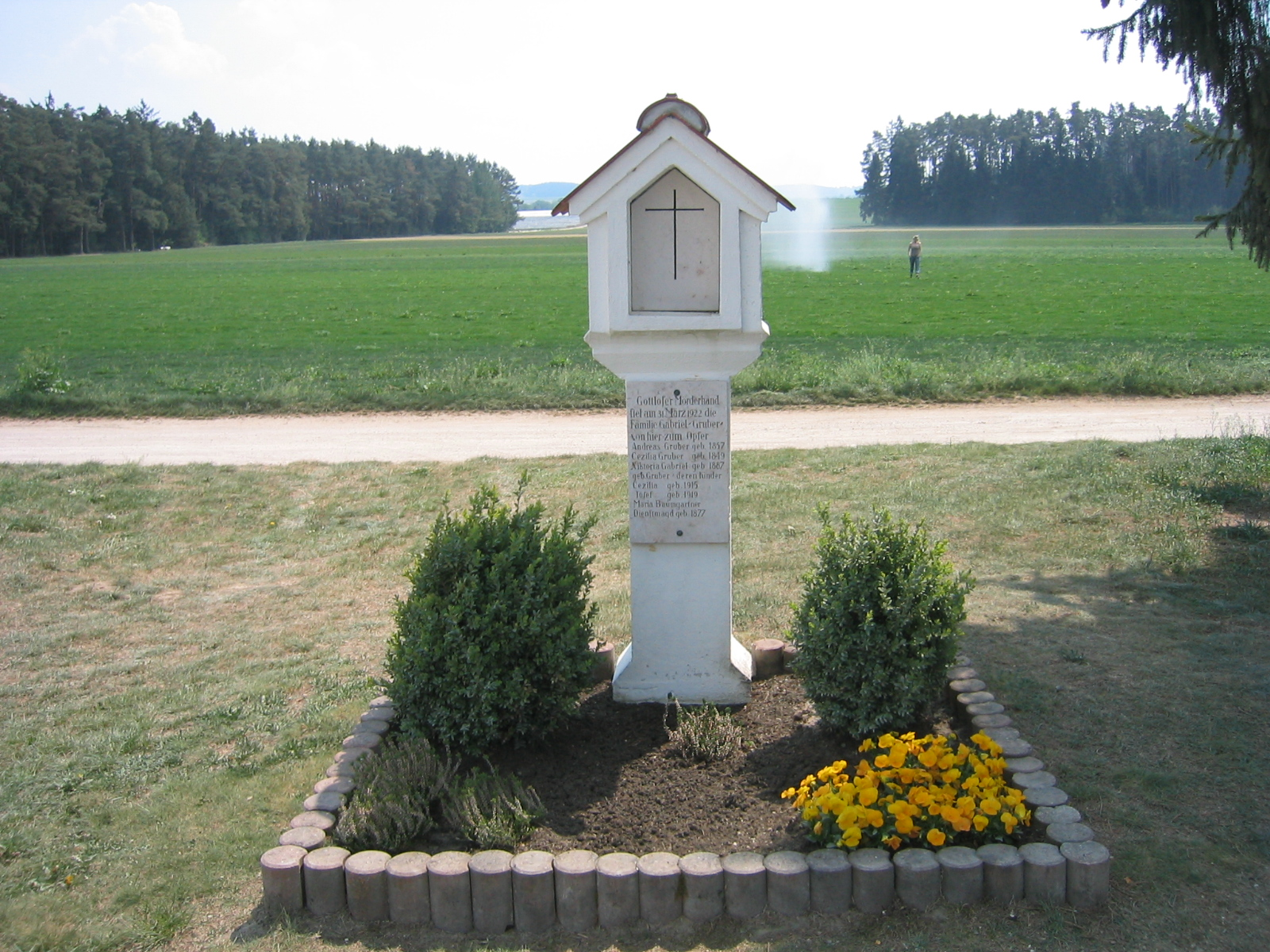
Santuario vicino al sito dove sorgeva la fattoria.

Hinterkaifeck era una piccola fattoria situata a Waidhofen (circa 70 km a nord di Monaco di Baviera), nota per essere stata teatro di uno dei più cruenti e sconcertanti omicidi della storia tedesca. La sera del 31 marzo 1922, i sei abitanti della fattoria furono uccisi con un piccone. Il caso è tuttora irrisolto.
Le sei vittime furono il contadino e proprietario della fattoria Andreas Gruber, 63 anni, sua moglie Cäzilia, 72 anni, la figlia vedova Viktoria Gabriel, 35 anni, i due figli di quest'ultima, Cäzilia, 7 anni, e Josef, 2 anni, e la seconda cameriera della famiglia Maria Baumgartner (44 anni).

## La vicenda

### Strani fenomeni
La vita della famiglia Gruber trascorse tranquillamente fino al 1921, quando la prima cameriera si licenziò senza preavviso affermando che la fattoria fosse infestata.
Nel marzo 1922 Andreas Gruber rinvenne nella proprietà uno strano giornale di Monaco. Non ricordava di averlo acquistato e inizialmente credette che il giornale fosse stato casualmente perso dal postino. Tuttavia le cose non stavano così, poiché nessuno nelle vicinanze era abbonato a quel giornale.
Pochi giorni prima degli omicidi, Gruber rinvenne delle impronte sulla neve provenienti dal bosco situato nelle vicinanze della fattoria. Temendo che un estraneo girasse nei dintorni, Gruber chiese ai vicini se avessero visto qualcosa di strano, ricevendo, però, risposta negativa. Quella stessa notte, Andreas sentì il rumore di passi provenire dalla soffitta. Munito di fucile perquisì la proprietà, ma non trovò nessuno. Nei giorni successivi Andreas scoprì che qualcuno aveva rubato le chiavi di casa dal suo scrittoio e che la porta della fattoria era stata forzata.

### Il crimine
Il 4 aprile 1922 i vicini, preoccupati del fatto che nessuno avesse da giorni notizie dei Gruber, si recarono alla fattoria e trovarono i cadaveri di Andreas, sua moglie, la figlia e la nipote nel granaio. In casa trovarono invece i corpi della cameriera e dell'altro nipote. Apparentemente, i membri della famiglia furono attirati nel granaio in vari momenti del giorno e lì massacrati a colpi di piccone. Nella mano destra della bambina furono trovate ciocche dei suoi stessi capelli. Le autopsie sui cadaveri rivelarono che la morte risaliva al 31 marzo. Il giorno seguente alla scoperta dei corpi, il medico Johann Baptist Aumüller eseguì le autopsie nel granaio. Stabilì che l'arma del delitto doveva essere un piccone e che la giovane Cäzilia era rimasta viva per diverse ore dopo l'aggressione.

### L'indagine
La prima cosa che i poliziotti venuti da Monaco scoprirono fu che dopo il massacro dei Gruber il loro assassino restò per almeno due giorni nella fattoria prendendosi tra l'altro cura del bestiame. L'ipotesi di un furto finito male venne subito scartata visto che in casa non mancava niente. Si pensò allora a un movente passionale e si indagò nella vita sentimentale di Viktoria Gruber. Il marito della donna, Karl Gabriel, era stato infatti dato per morto nella prima guerra mondiale nonostante il cadavere non fosse stato mai trovato. Si ipotizzò dunque che l'uomo non fosse in realtà morto ma che si fosse nascosto e che fosse poi tornato per commettere l'omicidio. Vista l'assenza di prove, anche tale ipotesi venne subito scartata. Si indagò quindi sul vicino Lorenz Schittenbauer, che avrebbe voluto sposare Viktoria senza però ottenere il permesso del padre. Anche questa ipotesi venne però abbandonata per mancanza di prove.
L'ispettore Georg Reingruber, incaricato delle indagini, interrogò più di 100 sospettati senza però trovare nessuna prova per incriminarli e arrestarli.
Provando a risolvere il caso di omicidio con l'aiuto del paranormale, i crani delle vittime furono inviati ad alcuni sensitivi di Monaco di Baviera. La cosa portò a un nulla di fatto.

### Il funerale
Le sei vittime vennero sepolte a Waidhofen, dove si trova un monumento funebre nel cimitero in loro memoria. I loro teschi andarono perduti durante la seconda guerra mondiale. La fattoria venne demolita nel 1923. Al suo posto si trova ora una lapide in memoria dei defunti.

### Indagine del 2007
Nel 2007 gli studenti dell'Accademia di polizia di Fürstenfeldbruck riaprirono le indagini sulla vicenda sperando di riuscire a risolverla servendosi della più moderne tecniche di indagini. Essi giunsero alla conclusione che era impossibile risolvere il caso perché era passato troppo tempo da quando esso era avvenuto e perché, secondo loro, le vecchie indagini erano state condotte male. A detta loro, gli studenti avrebbero scoperto un sospetto principale per il crimine ma non hanno voluto rivelare chi fosse per rispetto dei suoi familiari ancora in vita.

## Influenza culturale

### Narrativa
- Nel 2006, la scrittrice tedesca Andrea Maria Schenkel scrisse il romanzo La fattoria del diavolo ispirato alle vicende della fattoria Hinterkaifeck.
- Anche il romanzo La casa assassinata, scritto dal francese Pierre Magnan, è ispirato a questo caso. In questa storia, la più giovane vittima dell'omicidio sopravvive e torna alla fattoria da adulto per investigare sul delitto.
- Il giornalista Peter Leuschner scrisse un libro sulla vicenda: Hinterkaifeck: Der Mordfall. Spuren eines mysteriösen Verbrechens (1979).

### Cinema
- Hinterkaifeck di Hans Fegert (1981)
- Hinterkaifeck di Kurt K. Hieber (1991)
- Hinter Kaifeck è anche un thriller del 2009 della regista Esther Gronenborn e prodotto da Monika Raebel, con Benno Fürmann e Alexandra Maria Lara.

### Televisione
- La vicenda è inoltre il soggetto del terzo episodio della seconda stagione di Lore - Antologia dell'orrore, la serie prodotta e trasmessa da Amazon Prime Video, dove vengono narrati eventi misteriosi e a volte apparentemente inspiegabili, ma realmente accaduti.